# Рене Фраухігер
Рене́ Фра́ухігер (нім. René Frauchiger; нар. 28 липня 1981, Лангенталь, Аарванген, Берн, Швейцарія) — швейцарський письменник, редактор і педагог. 

## Біографія
Виріс у бернській громаді Мадісвіль. Вивчав німецьку мову і філософію в Базельському університеті (2005—2012), педагогіку в Університеті прикладних наук Північно-західної Швейцарії (2013—2015). Працював позаштатним журналістом газети Berner Zeitung, офісним клерком, кіномеханіком, викладачем німецької мови, сурдопедагогом у спеціалізованих школах Базеля, кантонів Базель-Ланд і Берн, науковим співробітником у Базельському університеті. Брав участь у складанні 4-го тому «Довідника топонімів Золотурна» — «Сільські назви та мікротопоніми амтея Таль-Гой» (нім. Solothurnisches Namenbuch 4. Die Flur- und Siedlungsnamen der Amtei Thal-Gäu, 2017).
У підлітковому віці зайнявся літературною творчістю: складав кіносценарії, брав участь у конкурсах, організовував читання та інші заходи. 2011 року спільно з Лукасом Глоором (нім. Lukas Gloor) і Даніелем Кіслінгом (нім. Daniel Kissling) заснував «наративний літературний журнал» Das Narr («Дурень») ; 2022 року спільно з Леа Штайн (нім. Lea Stein) та Ангеліною Рот (нім. Angelina Roth) — Базельську авторську мережу (нім. Autor*innen Netzwerke Basel). Автор і редактор численних публікацій різноманітних форматів і жанрів, зокрема літературної кулінарної книги, літературних путівників по Базелю і Берну, газетно-журнальних колонок, оглядів і рецензій, романів «Ніч мобільних чудовиськ» (нім. Die Nacht der Handy-Monster, 2017), «Велетні — просто великі люди» (нім. Riesen sind nur grosse Menschen, 2019), «Мурахам важко говорити» (нім. Ameisen fällt das Sprechen schwer, 2022). Член Спільноти швейцарських письменників (нім. Autorinnen und Autoren der Schweiz), Асоціації швейцарських письменників-фантастів (нім. Verein Schweizer Phantastikautoren). З 2022 року веде курси читацької та письменницької майстерності в Домі літератури кантону Аргау в Ленцбурзі. Лауреат спонсорського гранту Базельського літературного комітету (нім. Fachausschuss für Literatur Basel, 2016).
Мешкає в Базелі.